# Lorenzo Giustiniani (erudito)
Lorenzo Giustiniani (Napoli, giugno 1761 – Napoli, 1824) fu un erudito, viaggiatore, giureconsulto e biografo del Regno di Napoli.

## Biografia

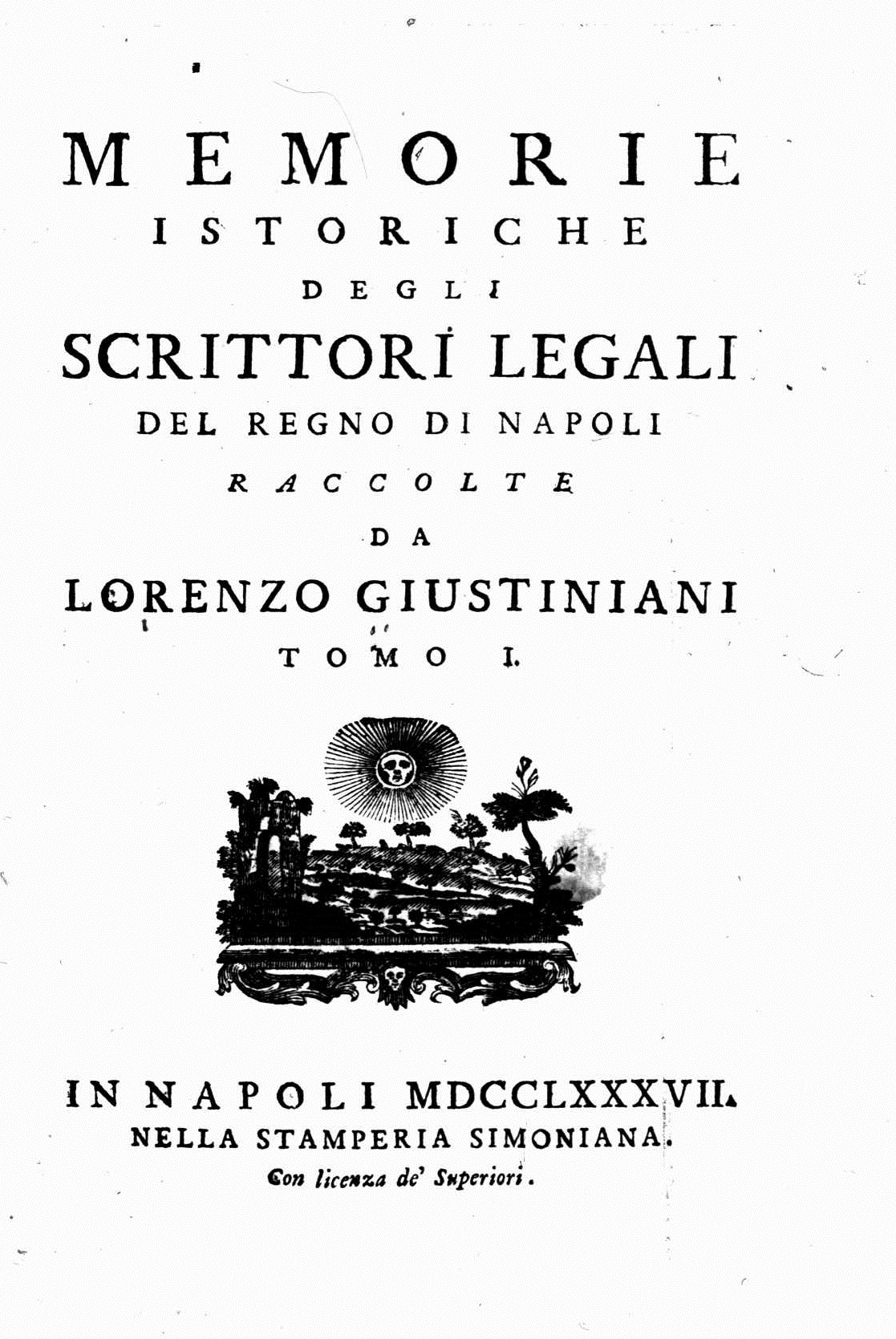
Frontespizio del primo tomo delle Memorie istoriche degli scrittori legali del Regno di Napoli (1787)

Figlio di Michelangelo e di Girolama Martini, da adolescente intraprese la carriera militare, da cui però si ritirò per passare allo studio del diritto, laureandosi in giurisprudenza. Esercitò per qualche tempo l'avvocatura, che abbandonò, dedicandosi quindi alla compilazione delle opere bio-bibliografiche per cui è famoso.
La sua prima opera importante furono le Memorie istoriche degli scrittori legali del Regno di Napoli, in 3 volumi pubblicati nel 1787-1788. Seguì nel 1793 il Saggio storico-critico sulla tipografia del Regno di Napoli.
Questi lavori furono propedeutici alla sua opera più impegnativa, il Dizionario geografico-ragionato del Regno di Napoli, in 10 volumi editi dal 1797 al 1816, per la cui stesura compì ricerche d'archivio e attraversò tutte le terre del regno, studiandone la geografia e la storia.
Intanto, dal 1802 aveva trovato impiego come bibliotecario e nel 1818 con le Memorie storico-critiche della R. Biblioteca Borbonica (prive però della parte terza, che doveva contenere la descrizione dei codici più rari e pregiati) aprì un filone di ricerca inedito, studiando la storia della biblioteca di Napoli.
Il 6 ottobre 1824 fu nominato professore di critica d'arte e di diplomatica all'università partenopea, incarico che poté svolgere solo per pochi mesi, venendo a mancare tra il dicembre 1824 e i primi giorni del gennaio 1825 (la cattedra fu dichiarata vacante il 15 gennaio 1825).

## Opere
- Memorie istoriche degli scrittori legali del Regno di Napoli, 3 voll., In Napoli, nella stamperia Simoniana, 1787-1788 (vol. 1; vol. 2; vol. 3).
- La biblioteca storica e topografica del Regno di Napoli, In Napoli, nella stamperia di Vincenzo Orsini, a spese del librajo Vincenzo Altobelli, 1793.
- Saggio storico-critico sulla tipografia del Regno di Napoli, In Napoli, nella stamperia di Vincenzo Orsini, 1793.
  -  Saggio storico-critico sulla tipografia del Regno di Napoli, seconda edizione corretta e di molto accresciuta, Napoli, a spese di Nunzio Pasca, 1817.
- Dizionario geografico-ragionato del Regno di Napoli (1797-1802). Versioni digitali:
  - Parte I - Luoghi
    - Tomo 1 Ed. 1797: Discorso (inquadramento storico geografico) - Luoghi AB-AR
    - Tomo 2 Ed. 1797 - Luoghi AS-BU
    - Tomo 3 Ed. 1797 - Luoghi CA-CE
    - Tomo 4 Ed. 1802 - Luoghi CH-FU
    - Tomo 5 Ed. 1802 - Luoghi GA-ME
    - Tomo 6 Ed. 1803 - Luoghi ME-NA
    - Tomo 7 Ed. 1804 - Luoghi NA-RE
    - Tomo 8 Ed. 1804 - Luoghi RI-SC
    - Tomo 9 Ed. 1805 - Luoghi SE-TU, Breve contezza degli scavi di Pompei
    - Tomo 10, Ed. 1805 - Luoghi VA-ZU - Aggiunte e correzioni a luoghi diversi - Indice Analitico

  - Parte II - Fiumi, Laghi, Fonti, Golfi, Monti, Promontori, Vulcani, Boschi
    - Tomo I  ed. 1816 - Luoghi AC-FU
    - Tomo II ed 1816 - Luoghi GA-MO
    - Tomo III ed. 1816 - Luoghi MO-ZI
    - Tomo Unico Ed. 1816

- Dizionario geografico-ragionato del Regno di Napoli, 1 e 2, Napoli, Vincenzo Manfredi, 1797.
- Breve contezza delle accademia istituite nel Regno di Napoli (1801).
- Memoria sullo scovrimento di un antico sepolcreto greco-romano (1816).
- Illustrazione del codice Perottino esistente nella Regia Biblioteca Borbonica (1821).
- Guida per lo Real Museo Borbonico di Lorenzo Giustiniani, primo bibliotecario della Real Biblioteca Borbonica e regio revisore (1824).
- Cenno storico sul Sannio: storia dei popoli che hanno abitato quella regione dai tempi più remoti fino ai nostri giorni (1846, postumo).